# Chihuahua (hond)
De chihuahua is het kleinste hondenras ter wereld.

## Geschiedenis
Het ras is vernoemd naar een provincie in het noorden van Mexico en vindt zijn oorsprong bij de Tolteken. Dit Indiaanse volk fokte honden, die techichi genoemd werden. Ze waren wat groter dan de chihuahua, maar vertoonden er verder wel overeenkomsten mee. Waarschijnlijk werden deze honden als heilig beschouwd en gebruikt als offer om de zonden van overleden personen op zich te nemen en hun zielen op de reis naar het hiernamaals te begeleiden. Ook de latere Azteken hielden kleine hondjes voor religieuze doeleinden. De chihuahua is het oudste hondenras op het Amerikaanse continent. Pas aan het eind van de negentiende eeuw brachten toeristen de hondjes mee naar Europa.

## Kenmerken
Ondanks hun geringe afmetingen kunnen chihuahua's dominant zijn tegenover andere honden. Ook zijn ze alert en waaks. Hun gewicht ligt gemiddeld tussen de 1,5 en 3 kg en ze meten gemiddeld tussen de 15 en 22 cm. De gemiddelde maximumleeftijd van een chihuahua ligt tussen de 12 en 20 jaar. Een van de meest karakteristieke uiterlijke kenmerken van de chihuahua is zijn hoofd. Hierin kunnen er twee soorten onderscheiden worden: een met een appelvormig hoofd en een met hertenhoofd.

### Vacht
Chihuahua's zijn lang- of kortharig. De kortharige heeft een glanzende, gladliggende en zachte vacht. De langharige heeft lang, fijn, zacht haar; dit kan steil of licht golvend zijn. De langharige heeft een forse kraag rond de nek, en langharige oren. De chihuahua heeft in de winter een dikke vacht, en als het warmer wordt, verliest hij haar. De kleur van de vacht kan crème, zwart, oranje, lavendel, merle, mokka, chocola, smoke of graankleurig zijn, met of zonder donkere en witte aftekeningen. Alle kleuren zijn in alle mogelijke schakeringen en combinaties toegestaan, met uitzondering van de kleur merle.

## Moderne geschiedenis
Vanaf 1880 werden er chihuahua's gezien aan de Mexicaans-Amerikaanse grens. Veel Amerikaanse toeristen kochten deze kleine honden van de indianen en namen ze mee naar huis. Ze werden snel populair in de Verenigde Staten. De eerste registraties van chihuahua's in Amerika dateren uit 1904. In 1923 werd de Amerikaanse Chihuahua Club opgericht. De eerste geregistreerde chihuahua's waren allemaal kortharig. De eerste langharigen werden in 1959 in Mexico geregistreerd.
Bichon frisé ·
Bolognezer ·
Bostonterriër ·
Cavalier-kingcharlesspaniël ·
Chihuahua ·
Chinese gekuifde naakthond ·
Coton de Tuléar ·
Épagneul nain continental ·
Franse buldog ·
Franse poedel ·
Griffon belge ·
Griffon bruxellois ·
Havanezer ·
Japanse spaniël ·
Kingcharlesspaniël ·
Kromfohrländer ·
Leeuwhondje ·
Lhasa Apso ·
Maltezer ·
Markiesje ·
Mopshond ·
Pekingees ·
Petit brabançon ·
Prazsky krysarik ·
Russische toyterriër ·
Shih tzu ·
Tibetaanse spaniël ·
Tibetaanse terriër
- Bibliothèque nationale de France: cb120120511 (data)
- Gemeinsame Normdatei: 4129238-8
- Library of Congress Control Number: sh85023341
- Nationale Bibliotheek van Tsjechië: ph128182
- Nationale Bibliotheek van Israël: 987007285516805171